# Kuony von Stocken
Kuony von Stocken   war ein Hofnarr des habsburgischen Herzogs Leopold I. und gilt traditionell als Urheber eines noch heute dargestellten Brauches in der schwäbisch-alemannischen Fastnacht.

## Legende

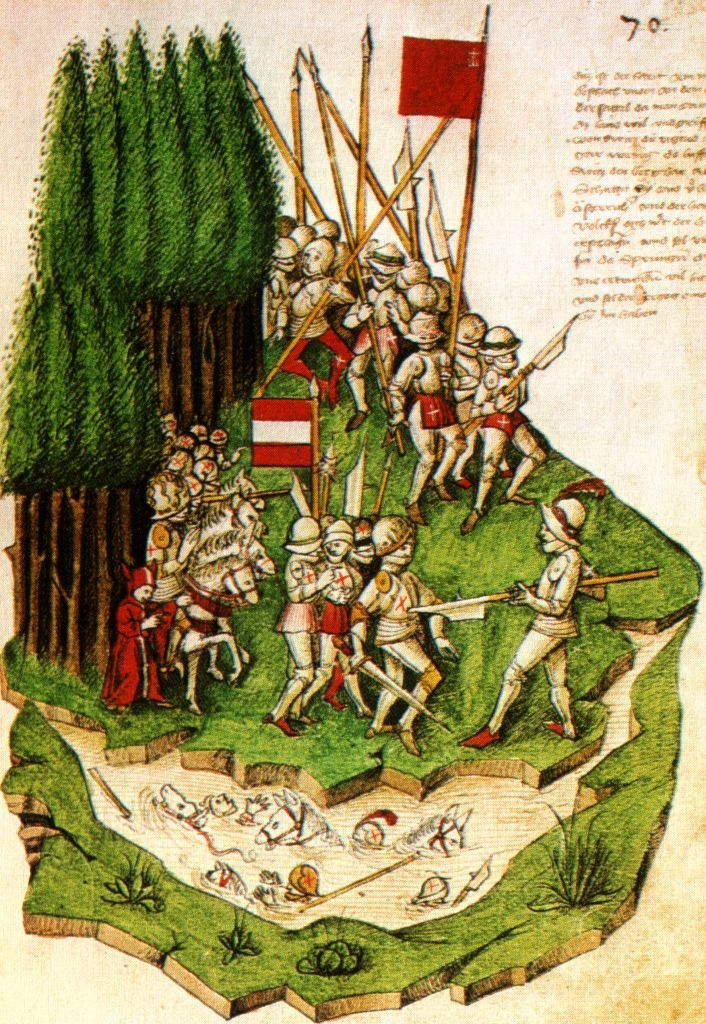
Kuony von Stocken (links) im roten Narrengewand während der Schlacht am Morgarten (Tschachtlanchronik 1483)

Laut der Tschachtlanchronik (1483) marschierte Leopold im Morgartenkrieg 1315 mit einigen Bewaffneten bis Ägeri (Egre), um von dort das Land Schwyz" zu erreichen. Am Ufer des Ägerisees unterhalb des Berges "Morgarten" sollen Bauern den Haufen des Herzogs am Weiterzug gehindert haben.  Zuvor soll es einen Kriegsrat gegeben haben. Kuonys Rat lautete: Da hand ir all geratten wa ir in dasz land koment, aber keiner hat geratten wa ir her wider usz koment.

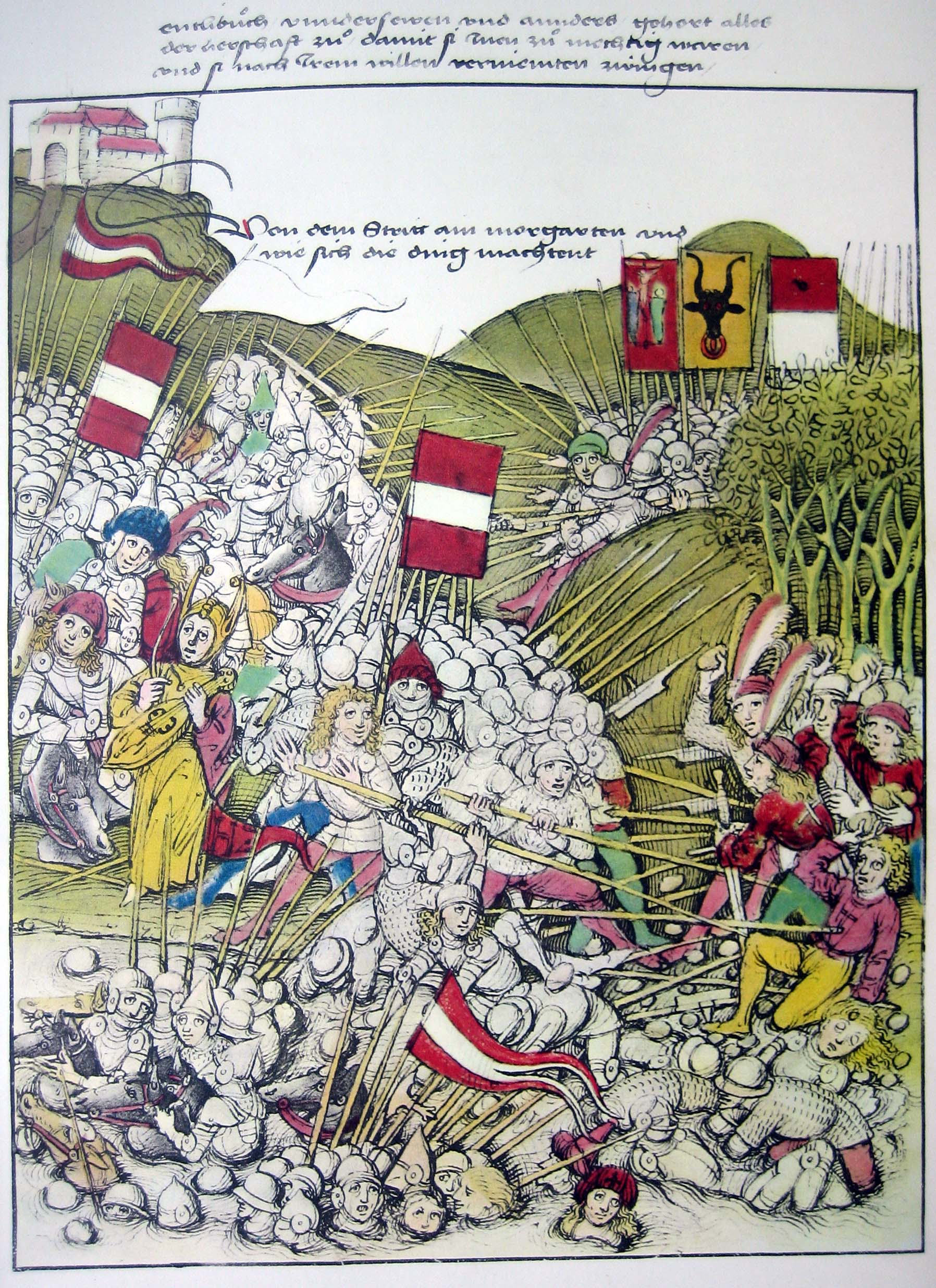
Kuony von Stocken (links) standesgemäß in einer gelben Schellentracht mit Fiedel (Darstellung der Schlacht am Morgarten aus der Berner Chronik von Diebold Schilling)

Die Geschichte wird wenig später zu einem festen Bestandteil der Erzählung zum Morgartenkrieg in verschiedenen Schweizer Chroniken, unter anderem in der Berner Chronik, der Tschachtlanchronik (1483) oder der Spiezer Chronik (1485).
Die Bilderchroniken stellen Kuony dabei als Figur mit typischen Narrenattributen mitten im Schlachtgetümmel dar, in der Spiezer Fassung mit einer Fiedel, in der Berner Chronik im typischen zweigeteilten Narrengewand mit Eselsohren und Glöckchen. Es gibt allerdings auch viele Chroniken, die von dem Hofnarren garnichts wissen. Die Forschung ist sich aktuell einig, dass die Chroniken keine verlässlichen Fakten berichten.

## Narrengericht
Nach der angeblichen Niederlage der Habsburger in der "Schlacht" am Morgarten am 15. November 1315 soll sich dieser an den Rat seines Narren erinnert haben und soll ihm einen Wunsch erfüllt haben. Kuony erbat sich, so die Legende, das Privileg, in seiner Heimatstadt Stockach alljährlich ein Gericht abhalten zu dürfen.
Da Leopold 1326 starb, wandte sich Kuony den Erzählungen nach an Herzog Albrecht den Weisen, der ihm schließlich 1351 das Privileg gewährt haben soll. Unter dem persönlichen Schutz des Stadtherrn von Stockach, dem Landgrafen Eberhard von Nellenburg, soll Kuony letztendlich die Urkunde in seine Heimatstadt verbracht haben, wo sie in der Säule eines Brunnens aufbewahrt wurde. In den lokalen Akten erscheint die Bezeichnung „Narrengericht“ erstmals 1661. Kurz darauf, im Jahr 1687, halten die Stockacher Narren in einer „Satzung und Ordnung“ unter Berufung auf das Privileg den Ablauf der einheimischen Fasnacht fest. Wohl seit dem frühen 17. Jahrhundert, möglicherweise durch eine falsche Übertragung aus einer der Chroniken, ist dem Hofnarren der Vorname „Hans“ zugefügt worden. Alternative Schreibweisen der Chronisten, falls er überhaupt genannt wurde, waren Cuni, Chuny, aber auch Kuno.
In keiner Schweizer Chronik wird von einem Privileg berichtet. Für die Existenz eines Kuony liegen außerhalb der Chroniken kaum Belege vor. Ein Hinweis für die Figur von Kuony findet sich erstmals 1415 in Heinrich Wittenwilers Dichtung Der Ring, allerdings in keinerlei Verbindung mit dem Amt eines Hofnarren und in keiner Verbindung zu Morgarten. Gleiches gilt für die Nennung des Namens im "Schachzabelbuch" des Cunrat von Ammenhausen um 1337.
Die Figur des Hans Kuony spielt in der heutigen schwäbisch-alemannischen Fastnacht immer noch eine zentrale Rolle. Im Stockacher Narrengericht, das alljährlich am Schmotzigen Donnerstag tagt, tritt er als unverlarvter Narr in einem schwarz-roten Narrenkostüm auf.
W
Kuony von Stocken stellt aufgrund seines Rates an den Herzog von Habsburg einen der beiden Hofnarrentypen dar. Während so genannte natürliche Narren wie beispielsweise Claus Narr mit allerlei Gebrechen am Hof eines Fürsten für dessen Erheiterung sorgte, aber auch an Sterblichkeit eines jeden Menschen und an die Vergänglichkeit allen Ruhms erinnerte, steht Kuony als künstlicher Narr für einen in Wahrheit sehr intelligenten Menschen, ähnlich wie es Kunz von der Rosen war, der Hofnarr Kaiser Maximilians.